# Centre d'Innovació de Skólkovo

Logo de Skólkovo

El Centre d'Innovació de Skólkovo (en rus Инновационный центр «Сколково», Innovatsionni tsentr «Skólkovo») és un centre de tecnologia punta que es construirà a Skólkovo, a la regió de Moscou, Rússia. És sovint citat com al Silicon Valley rus.
El lloc està destinat a ser un complex molt modern creat per fomentar l'establiment d'empreses de base científico-tecnològica. El Centre d'Innovació de Skólkovo s'encarrega de concentrar el capital intel·lectual i fomentar el desenvolupament de diverses tecnologies. Les propostes i idees de les empreses i els individus que hi esdevinguin "residents", rebran assistència financera. El projecte de Skólkovo fou anunciat el 12 de novembre de 2009 pel llavors President de Rússia Dmitri Medvédev. El complex és dirigit per l'oligarca rus Víktor Vekselberg i codirigit per l'exdirectiu d'Intel Craig Barrett.